# HD 3112
HD3112 є хімічно пекулярною зорею
спектрального класу
A5 й має видиму зоряну величину в
смузі V приблизно  6.1.
.